# Самыгин, Сергей Иванович
Серге́й Ива́нович Самы́гин (род. 14 июля 1952, Магадан, СССР) — советский и российский социолог и психолог, специалист по социологии  управления, социологии политики, социологии молодёжи, социальной психологии, психологии управления, теории и практике межличностных коммуникаций. Кандидат философских наук (1980), доктор социологических наук (1992), профессор (1994). Уличен в академическом плагиате сообществом Диссернет.

## Биография
Родился 14 июля 1952 года в Магадане.
В 1974 году с отличием окончил исторический факультет Ростовского государственного университета по специальности «Историк. Преподаватель истории и обществоведения».
В 1974—1995 годах — ассистент и старший преподаватель кафедры научного коммунизма, затем доцент, профессор и заведующий (в 1993—1995 годах) кафедрой социологии и психологии Новочеркасского политехнического института.
В 1980 году в Ростовском государственном университете защитил диссертацию на соискание учёной степени кандидата философских наук по теме «Становление личности рабочего социалистического типа» (специальность 09.00.02 — теория научного социализма и коммунизма).
В 1992 году в Санкт-Петербургском государственном университете защитил диссертацию на соискание учёной степени доктора социологических наук по теме «Рыночные отношения и рабочий класс (сравнительный социологический анализ российского и болгарского опыта многоукладного развития)» (специальность 22.00.05 — политическая социология).
В 1994 году присвоено учёное звание профессора по кафедре социологии и психологии.
С января 1996 года — профессор кафедры управления персоналом и социологии факультета менеджмента и предпринимательства Ростовского государственного экономического университета (РИНХ).
Профессор кафедры социологии, истории и политологии Института управления в экономических, экологических и социальных системах Инженерно-технологической академии Южного федерального университета.
Научный руководитель Центра медицинской психологии и нейрокодирования.

## Критика
По данным сообщества Диссернет, академические работы Самыгина, а также диссертации, защищенные под его руководством, содержат прямой плагиат. К примеру, целые главы учебного пособия «Искусственный Интеллект и информационная безопасность общества» дословно скопированы из других монографий.

## Семья
- Жена — Ольга Петровна Самыгина, преподаватель Ростовского базового медицинского колледжа.
- Сын — Пётр Сергеевич Самыгин (род. 18 июня 1978 года, Ростов-на-Дону) — российский социолог и правовед. Доктор социологических наук, профессор.

В 1995 году окончил среднюю школу № 36 с углублённым изучением английского языка. В 2000 году окончил исторический факультет Ростовского государственного университета по специальности «история». В 2002 году досрочно окончил аспирантуру Института по переподготовке и повышению квалификации преподавателей гуманитарных и социальных наук Ростовского государственного университета по кафедре социологии, политологии и права и под научным руководством доктора философских наук, профессора Ю. Г. Волкова защитил диссертацию на соискание учёной степени кандидата социологических наук по теме «Трансформация социальных структур модернизирующихся обществ России и Китая: сравнительный социологический анализ» (специальность 22.00.04 — социальная структура, социальные институты и процессы). В 2004 году окончил Ростовский государственный экономический университет «РИНХ» по специальности «юриспруденция». В 2007 году окончил докторантуру на кафедре социологии, политологии и права Института по переподготовке и повышению квалификации преподавателей гуманитарных и социальных наук Южного федерального университета Там же в 2008 году защитил диссертацию на соискание учёной степени доктора социологических наук по теме «Правовая социализация учащейся молодёжи в условиях социальной неопределённости» (специальность 22.00.04 — социальная структура, социальные институты и процессы); научный консультант — доктор философских наук, профессор Ю. Г. Волков, официальные оппоненты — член-корреспондент РАН, доктор философских наук, профессор М. К. Горшков, доктор философских наук, профессор С. А. Кравченко и доктор социологических наук, профессор М. Ю. Попов; ведущая организация — Ростовский юридический институт МВД России.
Профессор кафедры теории и истории государства и права Ростовского государственного экономического университета (РИНХ).

## Научные труды

### Монографии
- Самыгин С. И. Социальные интересы и психологический облик рабочего класса России. — Ростов н/Д.: "Научно-методический центр "Логос", 1992. — 100 с.
- Самыгин С. И. Рыночные отношения и наёмный труд: российский и болгарский опыт многоукладного развития. — Ростов н/Д.: "Научно-методический центр "Логос", 1992. — 107 с.
- Самыгин С. И. Структура рабочего класса России и Болгарии в условиях многоукладных отношений. — Ростов н/Д.: "Научно-методический центр "Логос", 1992. — 108 с.
- Самыгин С. И., Столяренко Л. Д., Самыгина О. П., Запpудский Ю. Г., Альпеpович В. Д. Всё о мужчинах. Обpаз и суть. — Ростов н/Д.: Феникс, 1996. — 605 с. — (Психологический бестселлеp).
- Верещагина А. В., Рачипа А. В., Самыгин С. И., Щербакова Л. И. Молодая семья в России в условиях демографического кризиса : монография. — М.: Русайнс, 2016. — 128 с. — ISBN 978-5-4365-1419-2.
- Гафиатулина Н. Х., Любецкий Н. П., Самыгин С. И. Социальное здоровье российской молодёжи в эпоху глобализации: монография. — М.: Русайнс, 2016. — 234 с. — ISBN 978-5-4365-0940-2.
- Великие психологи / Сост. С. И. Самыгин, Л. Д. Столяренко. — Ростов н/Д.: Феникс, 2000. — 576 с. — (Исторические силуэты).
- Самыгин С. И. Любовь глазами мужчины. — Ростов н/Д.: Издательский центр «МарТ», 2000. — 224 с.
- Самыгин С. И. Мужские намёки женщинам. — Ростов н/Д.: Феникс, 2004. — 284 с. — ("Зеркало").
- Руденко А. М., Самыгин С. И. Любовь как человеческий экзистенциал: философско-антропологический, социально-культурный и психологический аспекты. — Ростов н/Д.: Северо-Кавказский научный центр высшей школы Южного федерального университета, 2009. — 424 с.
- Самыгин С. И., Руденко А. М. Любовь в экзистенции человека: философско-психологический анализ. — Ростов н/Д.: Северо-Кавказский научный центр высшей школы Южного федерального университета, 2011. — 186 с.
- Самыгин С. И. Психология любви. — Ростов н/Д.: Северо, 2012. — 260 с.
- Несмеянов Е. Е., Руденко А. М., Бирюкова Ю. А., Матяш Т. П., Самыгин С. И., Верещагина А. В., Воденко К.В., Положенкова Е. Ю., Котлярова В. В., Шубина М. М., Пономарёв П. А., Белогорцев В. Н., Шестаков Ю. А., Могилёвская Г. И., Сысоева О. Н., Краснова А. Г. Духовная безопасность России в свете специфики православной культуры : монография / Отв. ред. Е. Е. Несмеянов; Дон. гос. техн. ун-т. — Новочеркасск: Лик, 2016. — 152 с. — ISBN 978-5-906844-24-8.
- Верещагина А. В., Самыгин С. И., Станиславский П. В. Демографическая безопасность России / Отв. ред. С. И. Самыгин. — М.: Русайнс, 2016. — 116 с.
- Кузнецова А. В., Самыгин С. И., Радионов М. В. Искусственный интеллект и информационная безопасность общества: монография / Отв. ред. С. И. Самыгин. — М.: Русайнс, 2016. — 118 с.
- Васьков М. А., Радченко А. Н., Самыгин С. И. Трипартизм в практиках управления трудовыми отношениями в Ростовской области: монография / Отв. ред. П. С. Самыгин. — М.: Русайнс, 2016. — 122 с. — ISBN 978-5-4365-1202-0.
- Бандурин А. П., Верещагина А. В., Левая Н. А., Самыгин С. И. Молодая семья в условиях институциональных изменений в сфере семейных отношений российского общества: монография. — М.: Русайнс, 2016. — 122 с. — ISBN 978-5-4365-1420-8.
- Верещагина А. В., Рачипа А. В., Самыгин С. И., Щербакова Л. И. Молодая семья в России в условиях демографического кризиса: монография. — М.: Русайнс, 2016. — 128 с.
- Верещагина А. В., Шевченко О. М., Самыгин С. И. Система комплексной безопасности современного общества в контексте национальной безопасности России в условиях новых вызовов и угроз: монография. — М.: Русайнс, 2016. — 152 с.
- Самыгин С. И., Верещагина А. В., Печкуров И. В. Социальная безопасность России в условиях информационной реальности : монография. — М.: Русайнс, 2016. — 156 с. — ISBN 978-5-4365-0724-8.
- Олехнович И. Б., Олехнович Б. Е., Самыгин С. И., Олехнович Б. Б. Зависимая личность и национальная безопасность : монография / Отв. ред. С. И. Самыгин. — М.: Русайнс, 2016. — 208 с. — ISBN 978-5-4365-0765-1.
- Гафиатулина Н. Х., Любецкий Н. П., Самыгин С. И. Социальное здоровье российской молодежи в эпоху глобализации : монография. — М.: Русайнс, 2016. — 236 с. — ISBN 978-5-4365-0940-2.
- Самыгин С. И. Любовь: психологический и социально-культурный аспекты. — М.: Русайнс, 2016. — 268 с. — ISBN 978-5-4365-0684-5.

### Словари
- Социология: краткий тематический словарь / Ростовский гос. ун-т, Ин-т по переподгот. и повыш. квалификации препод. гуманит. и социальных наук; под ред. Ю. Г. Волкова; сост. А. В. Любский и др.. — Ростов-н/Д: Феникс, 2001. — 317 с. — ISBN 5-222-01531-9.

### Учебники
- Беликов К. С., Бережной С. Е., Вдовченков Е. В., Крот М. Н., Рудая О. И., Самыгин С. И., Шевелёв В. Н. История. Учебник. Соответствует Федеральному государственному образовательному стандарту (третьего поколения) / отв. ред. П. С. Самыгин. — 21-е изд., перераб. и доп.. — Ростов-н/Д: Феникс, 2015. — 490 с. — (Среднее профессиональное образование).
- Столяренко Л. Д., Самыгин С. И. Психология общения: учебник для колледжей. — 3-е изд.. — Ростов-н/Д: Феникс, 2015. — 317 с. — (Среднее профессиональное образование).
- Васьков М. А., Воденко К. В., Самыгин С. И., Чернобровкина Н. И., Черных С. С., Шевченко О. М. Экономическая социология. Учебник. — М.: Издательский Центр РИОР, 2016. — 252 с.
- Самыгин С. И., Тумайкин И. В., Шевченко О. М., Столяренко Л. Д. Социальная педагогика для бакалавров: учебник. — Ростов-н/Д: Феникс, 2016. — 336 с. — (Высшее образование).
- Самыгин С. И., Воденко К. В. Социология: социальные институты, структура и процессы. Учебник. — М.: Научно-издательский центр ИНФРА-М, 2016. — 252 с.
- Колесникова А. Г., Матецкая А. В., Самыгин С. И. Социология культуры. Учебник для направления бакалавриата и магистратуры "Социология". — М.: Кнорус, 2017. — 246 с.
- Воденко К. В., Самыгин С. И., Волков Ю. Ю., Иванченко О. С., Некрасова Е. Г., Кудрявцев Д. И. Экономика и социология труда. Учебник. — 2-е изд.. — М.: Издательско-торговая корпорация "Дашков и К", 2019. — 308 с.

### Учебные пособия
- Самыгин С. И., Нечипуренко В. Н., Полонская И. Н. Социология религии: учебное пособие для студентов вузов. — Ростов-н/Д: Пегас, 1995. — 108 с.
- Самыгин С. И., Нечипуренко В. Н., Полонская И. Н. Религиоведение: социология и психология религии. Учебное пособие. — Ростов-н/Д: Феникс, 1996. — 672 с. — (Для студентов вузов).
- Самыгин С. И., Столяренко Л. Д. Психология управления: учебное пособие. — Ростов-н/Д: Феникс, 1997. — 512 с.
- Самыгин С. И., Басаков М. И., Голубинцев В. О., Каждан А. Э., Минасян Л. А., Морозова Р. Ф., Самыгина О. П., Столяренко Л. Д., Столяренко В. Е., Турчина Н. Ю. Концепции современного естествознания. — Ростов-н/Д: Пегас, 1997. — 448 с.
- Самыгин С. И., Столяренко Л. Д. Менеджмент персонала. — Ростов-н/Д: Феникс, 1997. — 480 с. (Рекомендовано Академией гуманитарных наук ПФ в качестве учебного пособия для студентов высших учебных заведений)
- Нечипуренко В. Н., Самыгин С. И., Шевченко А. М. Социология и социальная философия. Курс лекций. — Ростов-н/Д: Пегас, 1997. — 200 с.
- Агапов Е. П., Альперович В. Д., Богданова И. Н., Бойко Л. И., Брежнев В. С., Захаров А. В., Иванов Г. И., Колесников Ю. С., Криворот И. В., Крупеникова Л. Ш., Мостовая И. В., Немцева Н. П., Нечипуренко В. Н., Никитина И. Д., Сависько О. В., Савченко Л. А., Самыгин С. И., Столяренко Л. Д., Угольницкий Г. А., Фурдей С. Г. Социология. Курс лекций / Под науч. ред. В. И. Курбатова. — Ростов-н/Д: Издательский центр МарТ, 1998.
- Волков Ю. Г., Самыгин С. И., Нечипуренко В. Н. Социология: история и современность. — Ростов-н/Д: Феникс, 1999. — 672 с.
- Курбатов В. И., Альперович В. Д., Циткилов П. Я., Агапов Е. П., Богданова И. Н., Бородина Т. В., Брежнев В. С., Васильева В. Н., Галецкий М. Е., Захаров А. В., Иванов А. Г., Ищенко Н. А., Кайгородова Л. А., Карельская Л. П., Криворот И. В., Крупеникова Л. Ш., Кукушин В. С., Курбатова О. В., Мартынов Л. В., Немцева Н. П., Нечипуренко В. Н., Рамазанов В. М., Фетисова О. В., Савченко Л. А., Самыгин С. И., Сологубова Т. К., Столяренко Л. Д., Фурдей С. Г., Черноситова Ю. А., Шапинский В. А., Шевченко А. М. Социальная работа: учебное пособие для студентов вузов. — Ростов-н/Д: Феникс, 1999. — 575 с. — (Учебники, учебные пособия).
- Агафонов Ю. А., Визнер С. В., Самыгин С. И., Шило С. И., Щербакова Л. И. Основы политологии: учебное пособие для студентов вузов. — Ростов-н/Д: Феникс, 2000. — 448 с.
- Касьянов В. В., Нечипуренко В. Н., Самыгин С. И. Социология. — Ростов-н/Д: Издательский центр «МарТ», 2000. — 512 с.
- Столяренко Л. Д., Духавнева А. В., Чёрная А. В., Самыгин С. И., Столяренко В. Е. Педагогическая психология: учебное пособие для студентов вузов. — Ростов-н/Д: Феникс, 2000. — 544 с. — (Учебники и учебные пособия).
- Самыгин С. И., Столяренко Л. Д., Шило С. И., Ильинский С. В., Салиманжов И. Х. Управление персоналом: учебное пособие для студентов вузов. — Ростов-н/Д: Феникс, 2001. — 511 с. — (Учебники и учебные пособия).
- Аксёненко Ю. Н., Каспарян В. Н., Самыгин С. И., Суханов И. О. Социология и психология управления / Под ред. В. Н. Епифанцева. — Ростов-н/Д: Феникс, 2001. — 512 с.
- Касьянов В. В., Самыгин С. И. Политология для технических вузов: учебное пособие / Под общ. ред. Ю. Г. Волкова. — Ростов-н/Д: Феникс, 2001. — 384 с.
- Самыгин С. И., Басаков М. И., Голубинцев В. О., Каждан А. Э., Любченко В. С., Минасян Л. А., Самыгина О. П., Столяренко Л. Д., Турчина Н. Ю. Концепции современного естествознания / Под ред. С. И. Самыгина. — 3-е изд.. — Ростов-н/Д: Феникс, 2001. — 576 с. — (Учебники и учебные пособия).
- Самыгин С. И., Зайналабидов М. С., Макиев З. Г., Обухов Д. В. Основы управления персоналом: учебное пособие. — Ростов-н/Д: Феникс, 2001. — 480 с.
- Духавнева А. В., Столяренко Л. Д., Самыгин С. И., Сучков Г. В., Столяренко В. Е. Педагогика и психология высшей школы / отв. ред. М. В. Буланова-Топоркова. — Ростов-н/Д: Феникс, 2002. — 544 с. — (Высшее образование).
- Самыгин С. И., Самыгин П. С. Политология для технических вузов / Под общ. ред. Ю. Г. Волкова. — 2-е изд.. — Ростов-н/Д: Феникс, 2002. — 384 с. — (Учебники для технических вузов).
- Гулиев М. А., Епифанцев С. Н., Самыгин С. И. Социология и психология управления: учебное пособие для студентов. — Ростов-н/Д: Феникс, 2006. — (Высшее образование).
- Столяренко Л. Д., Самыгин С. И., Ганиева Р. Х., Гулиев М. А. Культурология: учебное пособие для студентов высших учебных заведений. — 3-е изд., испр. и доп.. — Ростов-н/Д: Феникс, 2007. — 352 с. — (Учебный курс).
- Матецкая А. В., Самыгин С. И. Социология культуры: учебное пособие. — Ростов-н/Д: Феникс, 2007. — 317 с. — (Высшее образование).
- Матецкая А. В., Самыгин С. И. Религиоведение: краткий курс. Учебное пособие. — Ростов-н/Д: Феникс, 2008. — 216 с. — (Высшее образование).
- Матецкая А. В., Самыгин С. И., Эгильский Е. Э., Морозова О. М. Религиоведение: учебное пособие. — Ростов-н/Д: Феникс, 2009. — 412 с. — (Высшее образование).
- Самыгин С. И., Верещагина А. В., Колесникова Г. И. Социальная безопасность: учебное пособие. — М.: Дашков и К, 2011. — 359 с.
- Руденко А. М., Самыгин С. И. Социальная реабилитация: учебное пособие для студентов вузов. — Ростов-н/Д: Наука-Спектр, 2011. — 319 с.
- Эгильский Е. Э., Матецкая А. В., Самыгин С. И. Новые религиозные движения. Современные нетрадиционные религии и эзотерические учения. — М.: КНОРУС, 2011. — 224 с. — ISBN 978-5-406-00282-7.
- Руденко А. М., Самыгин С. И., Положенкова Е. Ю., Шубина М. М. Философия: учебное пособие для обучающихся по направлениям подготовки 030300 "Психология", 040400 "Социальная работа", 100100 "Сервис", 072500 "Туризм" (квалификация (степень) "бакалавр"). — Ростов-н/Д: ЮФУ, 2011. — 287 с.
- Руденко А. М., Самыгин С. И. Конфликтология. — Ростов-н/Д: Наука-Спектр, 2013. — 316 с.
- Воденко К. В., Самыгин С. И. История религиозной философии. — Ростов-н/Д: Феникс, 2015. — 252 с.
- Мекушкин А. А., Воденко К. В., Самыгин С. И. Религиоведение. — Ростов-н/Д: Феникс, 2015. — 238 с.
- Самыгин С. И., Матецкая А. В., Эгильский Е. Э., Воденко К. В. Социология религии. — Ростов-н/Д: Феникс, 2015. — 314 с.
- Самыгин С. И., Коновалов В. Н. Конфликтология в социальной работе / Рекомендовано Международной академией науки и практики организации производства в качестве учебного пособия для студентов, обучающихся по направлению подготовки «Социальная работа» (квалификация «бакалавр»). — М.: Дашков и К°, 2015. — 300 с. — (Учебные издания для бакалавров).
- Положенкова Е. Ю., Руденко А. М., Самыгин С. И., Пономарёв П. А., Бурменская Д. Н. Основы духовной культуры. — Ростов-н/Д: Феникс, 2016. — 285 с.
- Шевченко А. М., Самыгин С. И. Юридическая психология / Отв. ред. П. С. Самыгин. — М.: Издательский Центр РИОР: НИЦ ИНФРА-М, 2016. — 268 с. — (Высшее образование: Бакалавриат).

### Статьи
- Денисова Г. С., Лукичёв П. Н., Самыгин С. И. От "социальных формул" к социальной позиции // Известия Северо-Кавказского научного центра высшей школы. Общественные науки. — 1988. — № 4. — С. 103-104.
- Денисова Г. С., Самыгин С. И. Можно ли рассчитывать на обществоведов? // Научный коммунизм. — 1989. — № 2. — С. 93-97.
- Самыгин С. И., Денисова Г. С. Возможен ли частный капитал в структуре собственности современного советского общества? // Вестник Ленинградского университета. Серия 6: История КПСС, научный коммунизм, философия, право. — 1990. — № 4. — С. 23-32. (на английском языке — Samygin S. I., Denisova G. S. Is Private Capital Possible within the Ownership Structure of Contemporary Soviet Society? // Soviet Studies in Philosophy. 1991. Т. 30. № 3. С. 43-59.)
- Самыгин С. И., Денисова Г. С. Концепция социалистического соревнования: новые реальности // Социально-политический журнал. — 1990. — № 8. — С. 56-62.
- Самыгин С. И., Денисова Г. С. Рабочие, большевики, меньшевики и другие // Полис. Политические исследования. — 1991. — № 6. — С. 167-173.
- Самыгин С. И., Денисова Г. С. Классы и социальные слои: исторические судьбы. СССР и Восточная Европа. 20-60-е годы XX в. // Отечественная история. — 1992. — № 6. — С. 184-188.
- Шевелёва О. М., Самыгин С. И. НЭП и современные проблемы развития советского рынка // Известия Северо-Кавказского научного центра высшей школы. Общественные науки. — 1992. — № 3-4. — С. 46-55.
- Самыгин С. И., Столяренко Л. Д. Общественные настроения и будущее России // Известия высших учебных заведений. Северо-Кавказский регион. Общественные науки. — 1996. — № 3. — С. 60-66.
- Самыгин С. И., Степанов О. В. Социальная безопасность в системе социально-гуманитарного знания о безопасности // Социально-гуманитарные знания. — 2014. — № 11. — С. 54-59.
- Степанов О. В., Самыгин С. И. Образовательная политика и национальная безопасность // Социально-гуманитарные знания. — 2015. — № 11. — С. 154-160.
- Самыгин С. И., Верещагина А. В. Военная безопасность России в условиях новой социально-политической и цивилизационной реальности // Социально-гуманитарные знания. — 2015. — № 7. — С. 50-54.
- Верещагина А. В., Самыгин С. И. Неоматриархат и перспективы общественной эволюции в условиях кризиса маскулинного мира // Социально-гуманитарные знания. — 2015. — № 9. — С. 7-15.
- Самыгин С. И., Самыгин П. С., Верещагина А. В. Спорт и здоровье российской молодежи в аспекте национальной безопасности // Социология. — 2015. — С. 58.
- Самыгин С. И., Тумайкин И. В. Единый учебник истории как элемент системы национальной идентичности // Государственное и муниципальное управление. Учёные записки СКАГС. — 2014. — № 4. — С. 190-198.
- Самыгин П. С., Попов М. Ю., Самыгин С. И. Правовая социализация молодежи в условиях кризисного состояния современного российского общества // Вестник Российского университета дружбы народов. Серия: Социология. — 2016. — Т. 16, № 2. — С. 295-303.
- Старостин А. М., Верещагина А. В., Самыгин С. И. Политическая безопасность Российского государства в свете переформатирования политического сознания россиян и кризиса демократического проекта // Государственное и муниципальное управление. Учёные записки СКАГС. — 2016. — № 2. — С. 150-155.
- Ковалёв В. В., Верещагина А. В., Самыгин С. И. Проблемы молодой семьи первого года жизни с позиций ее типологической характеристики // Государственное и муниципальное управление. Учёные записки СКАГС. — 2016. — № 4. — С. 186-191.
- Казакова Е. И., Пшегусова Г. С., Самыгин С. И. Интеграционный потенциал интернет-ресурсов в системе государственного управления // Государственное и муниципальное управление. Учёные записки СКАГС. — 2017. — № 1. — С. 16-20.
- Касьянов В. В., Эгильский Е. Э., Самыгин С. И. Новые религиозные движения в западных странах: возникновение и рост в 60-х — 80-х годах XX века // Гуманитарные, социально-экономические и общественные науки. — 2017. — № 11. — С. 40-45.
- Гафиатулина Н. Х., Загутин Д. С., Самыгин С. И. Социальное здоровье в контексте обеспечения социально-психологической безопасности российской молодёжи // Государственное и муниципальное управление. Ученые записки СКАГС. — 2017. — № 2. — С. 159-163.
- Самыгин С. И., Волков Ю. Ю. Финансовая безопасность в контексте социокультурного развития России // Учёные записки Крымского федерального университета имени В. И. Вернадского. Социология. Педагогика. Психология. — 2018. — Т. 4 (70), № 52. — С. 188-193.
- Касьянов В. В., Щербакова Л. И., Самыгин С. И. Эффективность управления региональной молодежной политикой: проблема детерминации критериев // Государственное и муниципальное управление. Учёные записки. — 2019. — № 3. — С. 230-234.
- Рачипа А. В., Бурмистров С. В., Самыгин С. И. Ценностно-смысловые ориентации руководителя как фактор повышения качества управления образовательной организацией // Государственное и муниципальное управление. Учёные записки. — 2020. — № 1. — С. 251-255.